# Drew Sample
Drew Sample (Bellevue, Washington, 16 de abril de 1996) es un jugador profesional estadounidense de fútbol americano que se desempeña en la posición de tight end en Cincinnati Bengals, equipo de la National Football League (NFL).

## Carrera
Fue seleccionado en la segunda ronda en la Reunión Anual de Selección de Jugadores de la NFL de 2019. Hizo su debut profesional con el equipo Cincinnati Bengals, donde lleva jugando cinco temporadas.